# زينوند (ميان كالة)
زینوند (بالفارسية: زینوند) هي قرية تقع في إيران في قسم ميان كالة الريفي. يقدر عدد سكانها بـ 1,427 نسمة .